# Adrian Meisen
Adrian Meisen (1º ottobre 1997) è un ex sciatore alpino tedesco.

## Biografia
Slalomista puro attivo dal dicembre del 2013, Adrian Meisen in Coppa Europa ha esordito il 13 marzo 2016 a Oberjoch, senza completare la prova, e ha ottenuto l'unico podio il 21 dicembre 2019 a Plan de Corones in parallelo (2º); in Coppa del Mondo ha disputato 18 gare (la prima il 26 febbraio 2022 a Garmisch-Partenkirchen, l'ultima il 29 gennaio 2025 a Schladming), senza mai ottenere piazzamenti a punti, e ai Campionati tedeschi ha vinto il titolo nazionale nel 2023. Si è ritirato al termine della stagione 2024-2025 e si è congedato dalle competizioni in occasione dei Campionati tedeschi 2025 (Axamer Lizum, 3-6 aprile); non ha preso parte a rassegne olimpiche o iridate.

## Palmarès

### Coppa Europa
- Miglior piazzamento in classifica generale: 91º nel 2019
- 1 podio:
  - 1 secondo posto

### Nor-Am Cup
- Miglior piazzamento in classifica generale: 28º nel 2024
- 1 podio:
  - 1 terzo posto

### Campionati tedeschi
- 1 medaglia:
  - 1 oro (slalom speciale nel 2023)